# Distretto di Bongaigaon
Il distretto di Bongaigaon è un distretto dello stato dell'Assam, in India. Il suo capoluogo è Bongaigaon.